# Hidalgo (métro de Mexico)
Pour les articles homonymes, voir Hidalgo.
Hidalgo est une station de correspondance entre les lignes 2 et 3 du métro de Mexico, située au centre de Mexico, dans la délégation Cuauhtémoc.

## La station
La station doit son nom à l'avenue Hidalgo. Son icône représente la silhouette du prêtre Miguel Hidalgo, héros et initiateur de l'indépendance du Mexique.